# 道永宏
道永宏（日语：／ Michinaga Hiroshi，1956年10月8日—），兵库县神户市出身，日本男子射箭运动员。他曾代表日本参加1976年夏季奥林匹克运动会射箭比赛，获得男子个人反曲弓银牌。